# Наталія Соетрісно
Наталія Соетрісно (нар. 9 січня 1976) — колишня індонезійська тенісистка.
Найвищу одиночну позицію світового рейтингу — 284 місце досягла 24 жовтня 1994, парну — 265 місце — 7 листопада 1994 року.
Здобула 3 парні титули туру ITF.
Завершила кар'єру 1998 року.

## Фінали ITF

### Одиночний розряд (0–1)
| Результат | Ранг | Дата          | Турнір              | Покриття | Суперниця у фіналі | Рахунок у фіналі |
| Поразка   | 1.   | 31 січня 1994 | Джакарта, Індонезія | Ґрунт    | Choi Ju-yeon       | 3–6, 3–6         |

### Парний розряд (3–5)
| Результат | Ранг | Дата           | Турнір               | Покриття | Партнерка          | Суперниці                          | Рахунок       |
| Поразка   | 1.   | 24 лютого 1992 | Суракарта, Індонезія | Тверде   | Мімма Черновіта    | Ї Цзін-Цянь Чень Лі                | 2–6, 2–6      |
| Поразка   | 2.   | 8 лютого 1993  | Суракарта, Індонезія | Тверде   | Романа Теджакусума | Кім Іль Сун Kim Soon-mi            | 3–6, 2–6      |
| Перемога  | 3.   | 15 лютого 1993 | Бандунґ, Індонезія   | Тверде   | Романа Теджакусума | Park Ka-young Seo Hye-jin          | 6–2, 6–1      |
| Поразка   | 4.   | 5 грудня 1993  | Сінгапур             | Тверде   | Романа Теджакусума | Франческа Ла'О Evangelina Olivarez | W/O           |
| Перемога  | 5.   | 12 грудня 1993 | Маніла, Філіппіни    | Тверде   | Сузанна Вібово     | Kim Hye-jeong Seo Hye-jin          | 6–4, 7–5      |
| Поразка   | 6.   | 24 січня 1994  | Суракарта, Індонезія | Тверде   | Сузанна Вібово     | Кім Іль Сун Choi Ju-yeon           | 0–6, 6–2, 4–6 |
| Поразка   | 7.   | 8 серпня 1994  | Джакарта, Індонезія  | Тверде   | Сузанна Вібово     | Тан Мінь Вен Цзитін                | 3–6, 1–6      |
| Перемога  | 8.   | 28 серпня 1994 | Стамбул, Туреччина   | Тверде   | Сузанна Вібово     | Аманда Гопманс Марія Попеску       | 7-6, 6-4      |